# Schoenoplectus trapezoideus
Schoenoplectus trapezoideus är en halvgräsart som först beskrevs av Gen-Iti Koidzumi, och fick sitt nu gällande namn av Eisuke Hayasaka och Hiroyoshi Ohashi. Schoenoplectus trapezoideus ingår i släktet sävsläktet, och familjen halvgräs. Inga underarter finns listade i Catalogue of Life.